# Gianluca Litteri
Gianluca Litteri (Catania, 6 giugno 1988) è un calciatore italiano, attaccante dell'Avezzano.

## Carriera

### Giarre, Inter e prestiti
Comincia a giocare a calcio nella società catanese del San Pio X dove effettua tutta la trafila nel settore giovanile.
All'età di 17 anni arriva al Giarre, in Serie D, dove disputa 26 partite segnando un gol a testa in campionato e nella Coppa Italia di Serie D. Nel 2006 si trasferisce nelle giovanili dell'Inter, dove il tecnico Vincenzo Esposito ha l'intuizione di spostarlo in attacco. Con lui vincerà il Campionato Primavera 2006-2007 e il Torneo di Viareggio 2008; il primo anno gioca poco ma segna 3 gol, saliti a 11 la stagione seguente. Come compagni di squadra nel vivaio nerazzurro avrà, tra gli altri, Mario Balotelli e Mattia Destro.
Nel luglio successivo il Treviso ne acquista la metà del cartellino; le due società decidono così di mandarlo in prestito allo Slavia Praga con cui, nonostante un infortunio in Coppa UEFA che lo tiene lontano dal campo per lungo tempo, vince la 1. liga.
Nel febbraio 2009 l'Inter riscatta il giocatore dal Treviso e in agosto lo manda in prestito al Vicenza, in Serie B, dove però non trova spazio: in 11 partite mette a segno un gol contro la Reggina il 6 febbraio 2010, nel successo dei veneti per 3-1. Così, a fine stagione, ritorna a Milano. Il 18 agosto 2010 passa alla Salernitana, in Prima Divisione, in prestito con diritto di riscatto. Il successivo 10 ottobre, durante il match contro la SPAL, segna il suo primo gol con la maglia granata, decisiva nella vittoria per 2-1 allo stadio Paolo Mazza di Ferrara.

### Ternana
La stagione successiva viene dapprima dato in prova, poi girato in prestito con diritto di riscatto, alla Ternana, sempre in Prima Divisione, debuttando coi rossoverdi alla prima giornata di campionato, nella gara vinta 1-0 contro il Viareggio (subentrando al 76' al posto di Docente). Alla settima giornata arriva il primo gol, siglato al Taranto, che vale il primato in classifica. In breve si rivela uno dei pochi punti fermi delle Fere, che fine stagione riescono a conquistare la promozione in Serie B con due giornate di anticipo, vincendo il campionato. Litteri conclude la stagione con 33 presenze e 5 gol, e viene ribattezzato dai tifosi della squadra umbra Lu bomber pacio ("Il bomber pazzo"), soprannome che si porterà dietro per il resto della carriera.
Al termine dell'annata il giocatore viene riscattato dal club rossoverde. Nella sua seconda stagione a Terni trova la rete con continuità, e il 26 gennaio 2013 arriva la prima doppietta in serie cadetta, nella vittoriosa trasferta sul campo del Modena. Chiude la sua seconda stagione in Umbria con 35 presenze e 8 reti realizzate. La prima parte dell'annata 2013-2014 lo vede collezionare 8 presenze (di cui una sola da titolare) senza mai andare a rete; nel girone di ritorno, con l'arrivo in panchina di Attilio Tesser subentrato all'esonerato Domenico Toscano, Litteri ritrova il posto di titolare in squadra e con questo anche la via del gol. Il 25 maggio 2014 raggiunge le 100 presenze ufficiali con la casacca dei rossoverdi. Conclude la terza e ultima stagione a Terni con 25 presenze e 4 reti realizzate.

### Entella, Latina e Cittadella
Arrivato in scadenza di contratto, non rinnova coi rossoverdi e nel giugno 2014 si accorda con l'Entella, squadra neopromossa in Serie B. Dopo un semestre concluso con 14 presenze e una sola rete, passa al Latina nell'ambito di uno scambio che porta Sforzini in Liguria.
L'anno successivo viene girato in prestito al Cittadella, club con cui partecipa con 15 gol alla vittoria del campionato di Lega Pro e alla promozione tra i cadetti, e che nell'estate 2016 ne riscatta l'intero cartellino per 500 000 euro. Nel successivo torneo di Serie B 2016-2017 contribuisce con 13 gol alla scalata dei veneti fino ai play-off.

### Venezia, Cosenza e Padova
In scadenza di contratto, nel gennaio 2018 passa a titolo definitivo al Venezia. Il 3 febbraio seguente realizza le sue prime reti in maglia arancioverde, segnando una doppietta nella partita interna vinta per 3-1 contro il Bari, facendosi tuttavia anche espellere per doppia ammonizione. In questo suo primo semestre in Laguna mette a referto 7 gol in 22 incontri, play-off compresi. Negativo è invece l'avvio della stagione seguente, in cui segna un solo gol in tutto il girone di andata, sicché nel gennaio 2019 viene ceduto al Cosenza. In rossoblù raccoglie in tutto 15 presenze, prima che nella sessione di mercato invernale 2020 venga ceduto in prestito al Padova fino al termine dell'annata.

### Triestina e Catania
Dopo aver iniziato la stagione seguente con il Cosenza, nell'ottobre 2020 viene ceduto alla Triestina. Segna i primi gol con gli alabardati il 17 dello stesso mese, con una doppietta decisiva nel successo 2-1 sul Ravenna. Rimane a Trieste per un biennio, lasciando il club a fine contratto nell'estate 2022.
Dopo alcune settimane da svincolato, il successivo 20 agosto approda in Serie D accordandosi con il Catania, reduce da una rifondazione societaria, andando così a vestire per la prima volta la maglia della sua città natale. Il 19 marzo 2023 la squadra vince il campionato con sei giornate d'anticipo, ritornando così fra i professionisti.
In seguito passa a militare per Akragas e Avezzano, in Serie D.

## Statistiche

### Presenze e reti nei club
Statistiche aggiornate al 4 maggio 2025.
| Stagione          | Squadra           | Campionato        | Campionato | Campionato | Coppe nazionali | Coppe nazionali | Coppe nazionali | Coppe continentali | Coppe continentali | Coppe continentali | Altre coppe | Altre coppe | Altre coppe | Totale | Totale |
| Stagione          | Squadra           | Comp              | Pres       | Reti       | Comp            | Pres            | Reti            | Comp               | Pres               | Reti               | Comp        | Pres        | Reti        | Pres   | Reti   |
| ----------------- | ----------------- | ----------------- | ---------- | ---------- | --------------- | --------------- | --------------- | ------------------ | ------------------ | ------------------ | ----------- | ----------- | ----------- | ------ | ------ |
| 2005-2006         | Giarre            | D                 | 26         | 1          | CI-D            | 10              | 1               | -                  | -                  | -                  | -           | -           | -           | 36     | 2      |
| 2006-2007         | Inter             | A                 | 0          | 0          | CI              | 0               | 0               | UCL                | 0                  | 0                  | SI          | 0           | 0           | 0      | 0      |
| 2007-2008         | Inter             | A                 | 0          | 0          | CI              | 0               | 0               | UCL                | 0                  | 0                  | SI          | 0           | 0           | 0      | 0      |
| Totale Inter      | Totale Inter      | Totale Inter      | 0          | 0          |                 | 0               | 0               |                    | 0                  | 0                  |             | 0           | 0           | 0      | 0      |
| 2008-2009         | Slavia Praga      | 1L                | 2          | 1          | CR              | 1               | 0               | CU                 | 2                  | 1                  | -           | -           | -           | 5      | 2      |
| 2009-2010         | Vicenza           | B                 | 11         | 1          | CI              | 1               | 0               | -                  | -                  | -                  | -           | -           | -           | 12     | 1      |
| 2010-2011         | Salernitana       | 1D                | 17+1       | 2          | CI-LP           | 1               | 0               | -                  | -                  | -                  | -           | -           | -           | 19     | 2      |
| 2011-2012         | Ternana           | 1D                | 33         | 5          | CI-LP           | 5               | 1               | -                  | -                  | -                  | SdL-1D      | 2           | 0           | 40     | 6      |
| 2012-2013         | Ternana           | B                 | 35         | 8          | CI              | 2               | 0               | -                  | -                  | -                  | -           | -           | -           | 37     | 8      |
| 2013-2014         | Ternana           | B                 | 25         | 4          | CI              | 1               | 0               | -                  | -                  | -                  | -           | -           | -           | 26     | 4      |
| Totale Ternana    | Totale Ternana    | Totale Ternana    | 93         | 17         |                 | 8               | 1               |                    | -                  | -                  |             | 2           | 0           | 103    | 18     |
| 2014-gen. 2015    | Virtus Entella    | B                 | 16         | 1          | CI              | 2               | 0               | -                  | -                  | -                  | -           | -           | -           | 18     | 1      |
| gen.-giu. 2015    | Latina            | B                 | 14         | 0          | CI              | 0               | 0               | -                  | -                  | -                  | -           | -           | -           | 14     | 0      |
| 2015-2016         | Cittadella        | LP                | 34         | 15         | CI              | 0               | 0               | -                  | -                  | -                  | SC-LP       | 1           | 0           | 35     | 15     |
| 2016-2017         | Cittadella        | B                 | 31+1       | 13         | CI              | 1               | 0               | -                  | -                  | -                  | -           | -           | -           | 33     | 13     |
| 2017-2018         | Cittadella        | B                 | 19         | 5          | CI              | 3               | 1               | -                  | -                  | -                  | -           | -           | -           | 22     | 6      |
| Totale Cittadella | Totale Cittadella | Totale Cittadella | 84+1       | 33         |                 | 4               | 1               |                    | -                  | -                  |             | 1           | 0           | 90     | 34     |
| gen.-giu. 2018    | Venezia           | B                 | 19+3       | 7          | CI              | 0               | 0               | -                  | -                  | -                  | -           | -           | -           | 22     | 7      |
| 2018-2019         | Venezia           | B                 | 13         | 1          | CI              | 0               | 0               | -                  | -                  | -                  | -           | -           | -           | 13     | 1      |
| Totale Venezia    | Totale Venezia    | Totale Venezia    | 32+3       | 8          |                 | 0               | 0               |                    | -                  | -                  |             | -           | -           | 35     | 8      |
| gen.-giu. 2019    | Cosenza           | B                 | 8          | 0          | CI              | 0               | 0               | -                  | -                  | -                  | -           | -           | -           | 8      | 0      |
| 2019-gen. 2020    | Cosenza           | B                 | 7          | 0          | CI              | 1               | 0               | -                  | -                  | -                  | -           | -           | -           | 8      | 0      |
| gen.-ago. 2020    | Padova            | C                 | 7+2        | 0          | CI+CI-C         | -               | -               | -                  | -                  | -                  | -           | -           | -           | 9      | 0      |
| set.-ott. 2020    | Cosenza           | B                 | 2          | 0          | CI              | 0               | 0               | -                  | -                  | -                  | -           | -           | -           | 2      | 0      |
| Totale Cosenza    | Totale Cosenza    | Totale Cosenza    | 17         | 0          |                 | 1               | 0               |                    | -                  | -                  |             | -           | -           | 18     | 0      |
| ott. 2020-2021    | Triestina         | C                 | 20         | 9          | CI              | 0               | 0               | -                  | -                  | -                  | -           | -           | -           | 20     | 9      |
| 2021-2022         | Triestina         | C                 | 28+1       | 3+1        | CI-C            | 0               | 0               | -                  | -                  | -                  | -           | -           | -           | 29     | 4      |
| Totale Triestina  | Totale Triestina  | Totale Triestina  | 48+1       | 12+1       |                 | 0               | 0               |                    | -                  | -                  |             | -           | -           | 49     | 13     |
| 2022-2023         | Catania           | D                 | 4+2        | 0+1        | CI-D            | 0               | 0               | -                  | -                  | -                  | -           | -           | -           | 6      | 1      |
| 2023-2024         | Akragas           | D                 | 20         | 6          | CI-D            | 3               | 0               | -                  | -                  | -                  | -           | -           | -           | 23     | 6      |
| 2024-2025         | Avezzano          | D                 | 7          | 0          | CI-D            | 2               | 0               | -                  | -                  | -                  | -           | -           | -           | 9      | 0      |
| Totale carriera   | Totale carriera   | Totale carriera   | 399+9      | 82+1       |                 | 33              | 3               |                    | 2                  | 1                  |             | 3           | 0           | 446    | 87     |

## Palmarès

### Club

#### Competizioni giovanili
- Campionato Primavera: 1

Inter: 2006-2007
- Torneo di Viareggio: 1

Inter: 2008

#### Competizioni nazionali
- Campionato ceco: 1

Slavia Praga: 2008-2009
- Lega Pro Prima Divisione: 1

Ternana: 2011-2012 (girone A)
- Lega Pro: 1

Cittadella: 2015-2016 (girone A)
- Serie D: 1

Catania: 2022-2023 (girone I)